# Egendomsbrott
Egendomsbrott utgör en straffvärd kränkning av ägarens kontrollmakt över sin individuellt bestämda materiella sak eller ting, vare sig egendomen är fast eller lös, och utgör därför ytterst ett brott mot äganderätten. 

## Egendomsbrott i svensk rätt
Egendomsbrotten har gamla anor i svensk rätt. Den som vidtar åtgärd varigenom egendom frånhänds ägaren, olovligen förfogar över annans egendom som han har i sin besittning eller i annat fall berövar annan hans rätt straffas med böter eller fängelse för stöld enligt 8 kap 1 § Brottsbalken eller med fängelse för förskingring enligt 10 kap 1 § BrB.
Detsamma gäller en straffvärd kränkning av en panthavares rätt till sin panträtt i egendom. För att olovligt förfogande av annans egendom, fast eller lös, skall föreligga så fordras det inte att det är fråga om en rätt som utnjuter skydd mot tredje man, en sakrätt, tillkommer målsäganden.
Det är tillräckligt att äganderätten tillförsäkrats eller förbehållits ägaren genom en bestämmelse som är förpliktande för gärningsmannen. Olovligt förfogande av annans egendom utgör ett övergripande centralt egendomsbrott som är subsidiärt till de olika särskilda egendomsbrott som tillgreppsbrott, häleribrott, förskingringsbrott, smugglingsbrott och skadegörelse av annans egendom utgör. Olovligt förfogande kan alltså tillämpas subsidiärt om något rekvisit i de särskilda egendomsbrotten brister. 
Olovligt förfogande som ett självständigt brott omfattar 
1. tillägnande av hittegods, eller en sak eller ett ting som man har fått i sin besittning av misstag
2. när man säljer samma sak till två eller flera olika köpare (s.k. tvesala)
3. när kreditköparen säljer varan innan han har betalt hela köpeskillingen till säljaren och till vilket säljaren har ägarförbehåll (lat. pactum reservati domini) till varan.

Den offentliga makten utövas under lagarna. Därför krävs det ett klart och otvetydigt uttryckligt stöd i lagtexten för att domstolar och andra myndigheter skall kunna utöva makt inom sin behörighet. Lagtextens betydelseområde sätter därför den yttersta gränsen för domstolarnas och myndigheternas maktutövning. Lagtexten skall vara klar, otvetydig och normerande. Legalitetsprincipen tillåter inte analogisk utsträckning eller retroaktiv tillämpning av straffbud. 
I den svenska medeltidsrätten straffades tjuvnad strängt, ofta med dödsstraff eller fredslöshet. Tjuvnad var ett vidsträckt begrepp som täckte allt innehav av individuellt bestämda materiella saker och ting som ägaren hade blivit av med. I och med 1864 års strafflag indelades egendomsbrotten i olika former, där stöld blev det centrala tillgreppsbrottet. Genom lagstiftning år 1890 skrevs bestämmelserna om stöld om och straffen mildrades. År 1942 reviderades egendomsbrotten som till exempel förskingring och andra förmögenhetsbrott som trolöshet mot huvudman. Bestämmelserna överfördes till Brottsbalken (1962:700), vilken trädde i kraft den 1 januari 1965. 
Brottsbalkens 8 kapitel, beskriver tillgreppsbrotten, vilka består i ett fysiskt angrepp på en främmande maktsfär. Tillgreppsbrotten kränker både äganderätten och besittningsrätten. 
Brottsbalkens 9 kapitel 6 §, beskriver häleribrottet, vilket består i att motverka att någon försvårar återställandet av egendom som frånkänts annan genom brott (sakhäleri). Häleribrottet kränker endast äganderätten, eftersom besittningsrätten redan är kränkt genom förbrottet t.ex. stöld.  
Brottsbalkens 10 kapitel, beskriver förskingringsbrotten, vilka består i ett straffvärt missbruk av den egna maktsfären. Gärningsmannen missbrukar till exempel ett uppdrag och förtroende som han har fått av annan person och tillfogar honom därigenom ekonomisk skada. Förskingringsbrotten kränker endast äganderätten. 
NJA 2011 s. 524 Förskingring? För att ansvar för förskingring ska komma på fråga, krävs enligt 10 kap. 1 § BrB bland annat att gärningsmannen ska ha fått den aktuella egendomen i sin besittning. I doktrinen har besittning i korthet ansetts föreligga då en person, med eller utan rätt, har omedelbar kontroll eller rådighet över egendomen i fråga, t.ex. sådana föremål som vederbörande har i sina fickor. I doktrinen förefaller det i allt väsentligt råda enighet om att endast fysiska föremål - och således inte kontotillgodohavanden - kan vara föremål för besittning i brottsbalkens bemärkelse, bland annat eftersom det inte rör sig om någon individualiserad egendom (se t.ex. Jareborg, Brotten, 2 häftet, 1986, s. 105, 109 och 152; Brottsbalken. En kommentar, 10 kap. 1 § samt Wennberg i JT 1994/95 s. 528). En anställd som hade behörighet att göra betalningar för sin arbetsgivare genom uttag från dennes bankkonto har från kontot fört över medel till eget bankkonto för att finansiera spel. HD förklarade att den åtalade gärningen inte ska bedömas som förskingring och meddelade med anledning av det prövningstillstånd i de delar som frågan om sådant tillstånd har förklarats vilande. HD undanröjde hovrättens dom och återförvisade målet till hovrätten för sådan förnyad prövning som föranleds av HD:s dom. 
Justitierådet Stefan Lindskog anförde till utveckling av sin mening: Målet aktualiserar tre frågor, nämligen huruvida ett banktillgodohavande kan besittas i förskingringsstadgandets mening, huruvida en fullmakt att göra uttag från ett bankkonto ställer fullmäktigen i ett sådant besittningsläge som förutsätts för förskingringsansvar, antingen därför att tillgodohavandet är att se som en sak i förskingringsstadgandets mening och fullmakten av det skälet leder till en sakförskingringssituation, eller därför att fullmakten innebär att fullmäktigen i förskingringsstadgandets mening anförtros det värde som tillgodohavandet representerar och den av det skälet leder till en värdeförskingringssituation, samt huruvida ett med stöd av fullmakten gjort olovligt uttag ställer fullmäktigen i ett sådant besittningsläge som förutsätts för förskingringsansvar, om ett sådant läge inte redan skulle föreligga. 
Brottsbalkens 12 kapitel, beskriver skadegörelsebrotten, vilka består i ett fysiskt angrepp på en främmande maktsfär. Skadegörelsebrotten kränker både äganderätten och besittningsrätten. Skadegörelsebrotten handlar om sakskador, där endast den skadelidande person alltid förlorar. Det är inte nödvändigt att det är någon annan person som äger saken, för att man skall kunna straffas. Även om man förstör någon sak som tillhör en själv, så kan det i vissa undantagsfall vara fråga om straffbar skadegörelse. 
Vid brott enligt 8-11 kapitlen är det ofta fråga om att någon person vinner och någon person förlorar, även om det inte alltid är nödvändigt. 

### Definition av fast egendom
Fasta saker (lat. res immobilis, eng. immovable property, fr. biens immobiliers) kallas för fast egendom. Fast egendom är jord och den indelas i fastigheter. Nationaliteten hos fast egendom är knuten till var fastigheten är geografiskt belägen.
Äganderätten till fast egendom registreras i lantmäteriets fastighetsregister (tid. fastighetsboken). Inskrivningen föregås av en laglighetsprövning (legalitetsprincipen). Den som lider förlust på grund av fel eller försummelse av inskrivningsmyndigheten, har rätt till ersättning av staten.

### Definition av lös egendom
Lösa saker (lat. res mobilis, eng. movable property, fr. biens mobiliers, ty. bewegliches eigentum) kallas för lös egendom. Lös egendom är saker som inte är jord.
Nationaliteten hos lös egendom är knuten till äganderätten, oavsett var egendomen är belägen geografiskt. För att en egendom skall betraktas som svensk, så krävs det att egendomen ägs av svensk fysisk eller juridisk person med mer än femtio procent.

### Definition av lösöre
Naturligt flyttbara lösa saker eller ting (eng. chattels, fr. biens meubles, ty. fahrnis) kallas för lösöre, till exempel aktiebrev, bankböcker, bilar, boskap, båtar, böcker, husgeråd, kläder, mynt, möbler, obligationspapper, sedlar, skuldebrev eller skriftliga fordringsbevis. Lösören är lösa saker som en fysisk person normalt kan bära med sig, om man undantar bilar och båtar. Bilar registreras i vägtrafikregistret (tid. bilregistret) hos statliga Transportstyrelsen (publicitetsprincipen). Registrering av båtar (fartyg mindre än 12 meter) i ett båtregister har föreslagits, men detta har aldrig upprättats.
Slavar och trälar var lösöre och saknade rättskapacitet, precis på samma sätt som boskap. Slaveriet spelade en betydande samhällsekonomisk roll i det antika Grekland och Rom. Det romerska riket utmärktes av att det fanns slavar inom hel rad olika sysselsättningar och positioner, även inom den offentliga förvaltningen. Både manliga och kvinnliga slavar, utnyttjades dessutom för sexuella tjänster av både manliga och kvinnliga ägare för eget bruk, eller genom ägarens uthyrningsverksamhet till olika kunder som prostituerade mot betalning. I Sverige blev träldomen avskaffad av Magnus Eriksson den 28 januari 1335 i Skara, och numera är slaveri eller träldom förbjudet genom Europakonventionen artikel 4, och i svensk grundlag genom 2 kap. 23 § regeringsformen. Slaveri och människohandel är straffbelagt enligt svensk rätt, men förekommer i utomeuropeiska länder.

### Definition på annan lös egendom
Naturligt icke flyttbara lösa saker är till exempel anläggning på mark tillhörig annan, buss, lastbil, luftfartyg, oljeplattform eller skepp. Lösa saker som inte är lösören, kan normalt inte en fysisk person bära med sig.